# Ectatomma tuberculatum
Ectatomma tuberculatum är en myrart som först beskrevs av Olivier 1792.  Ectatomma tuberculatum ingår i släktet Ectatomma och familjen myror. Inga underarter finns listade i Catalogue of Life.

## Bildgalleri

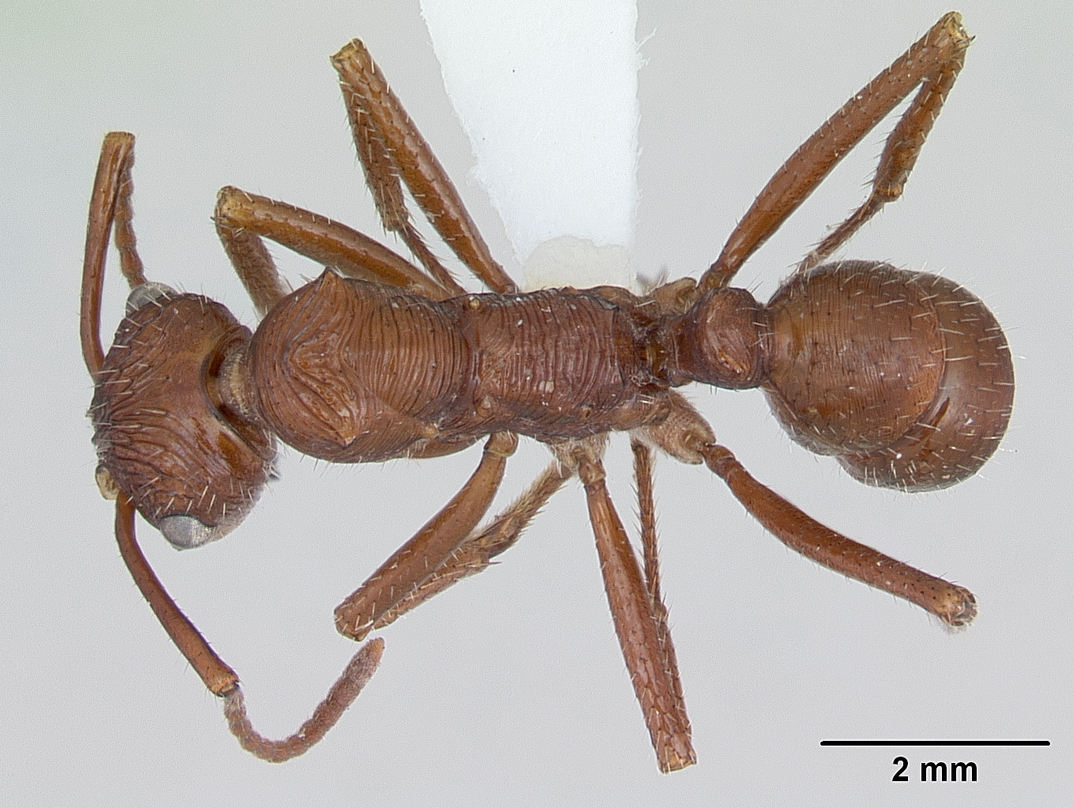
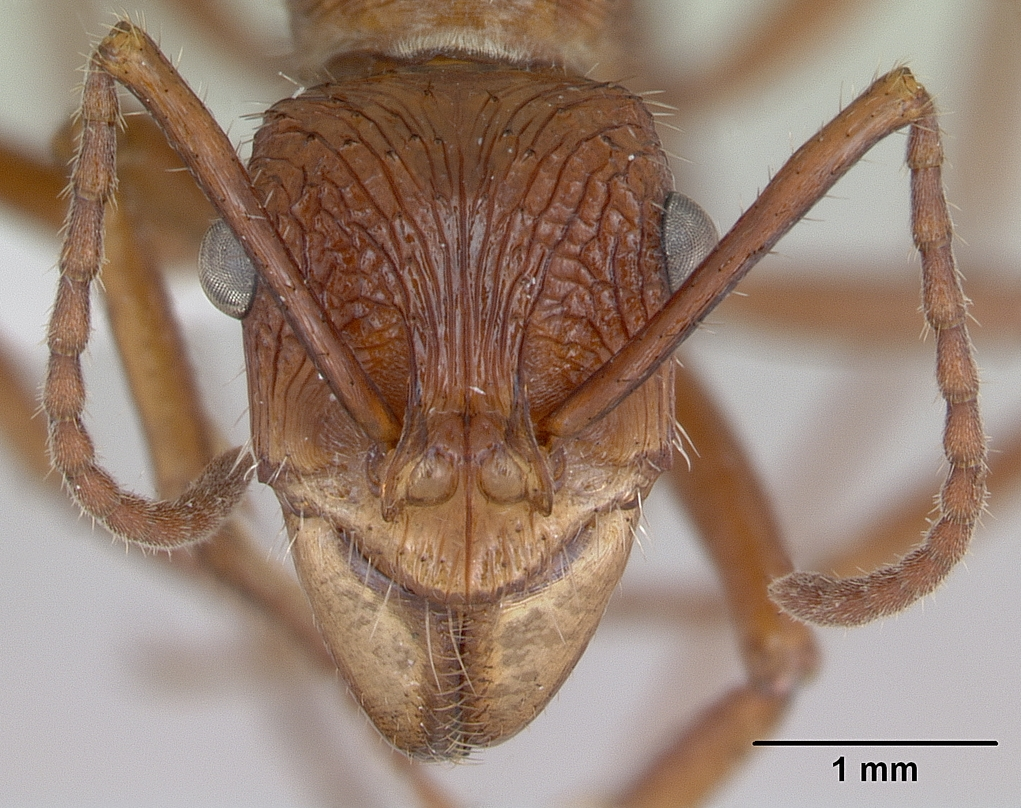
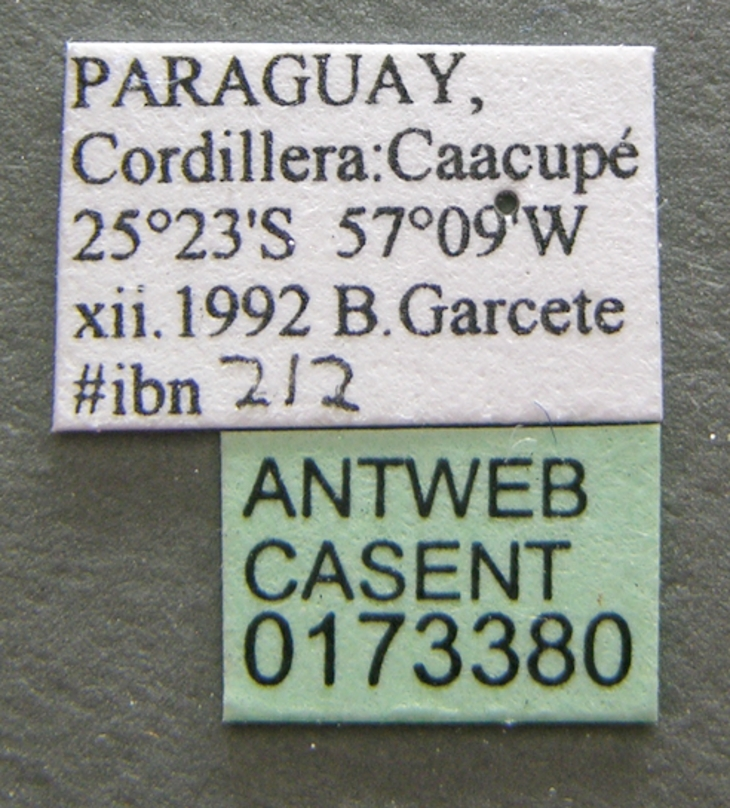
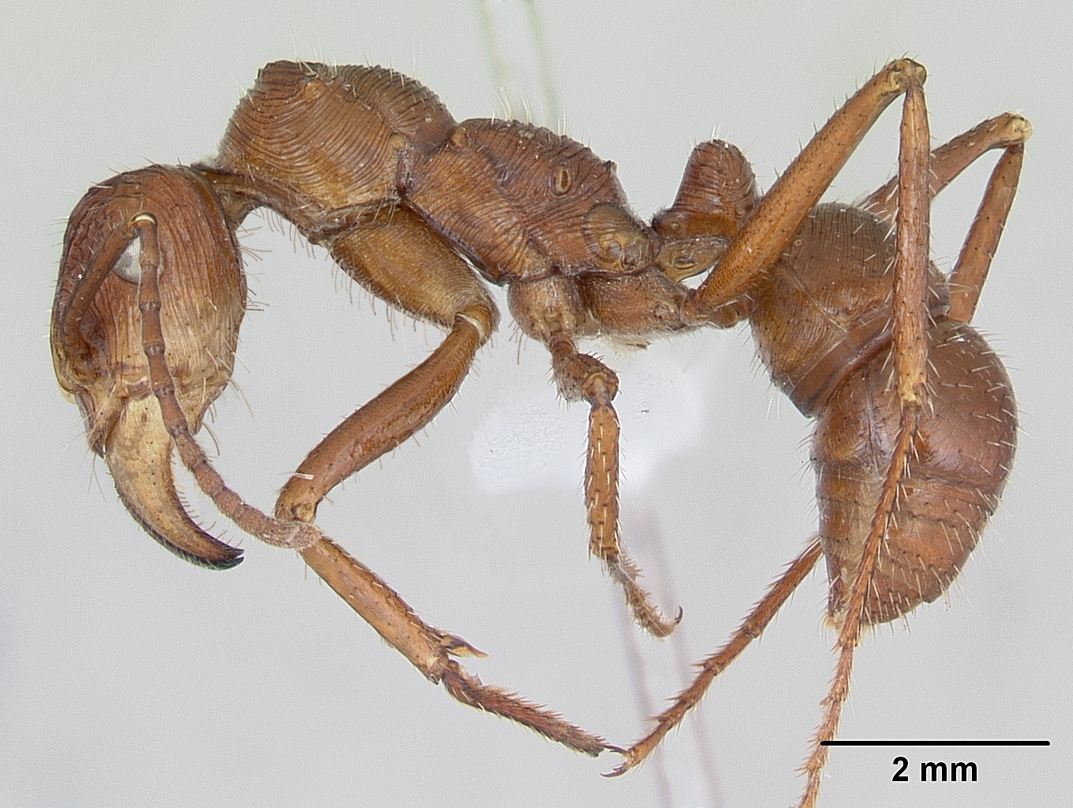
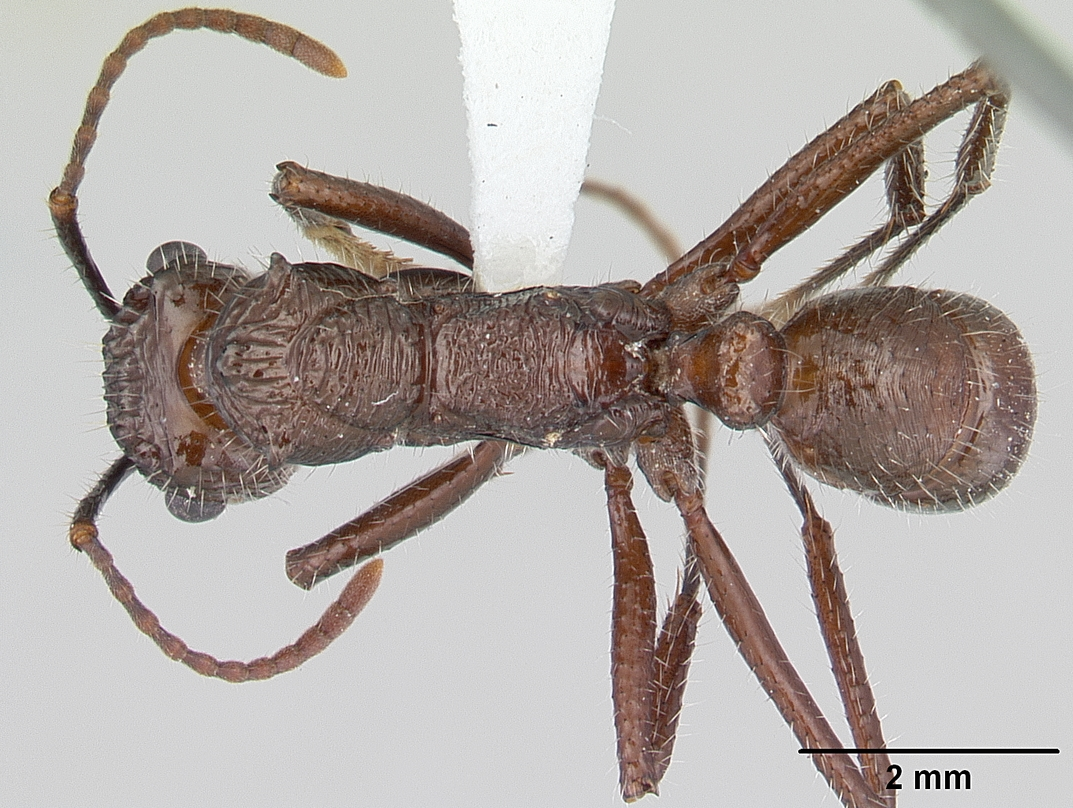
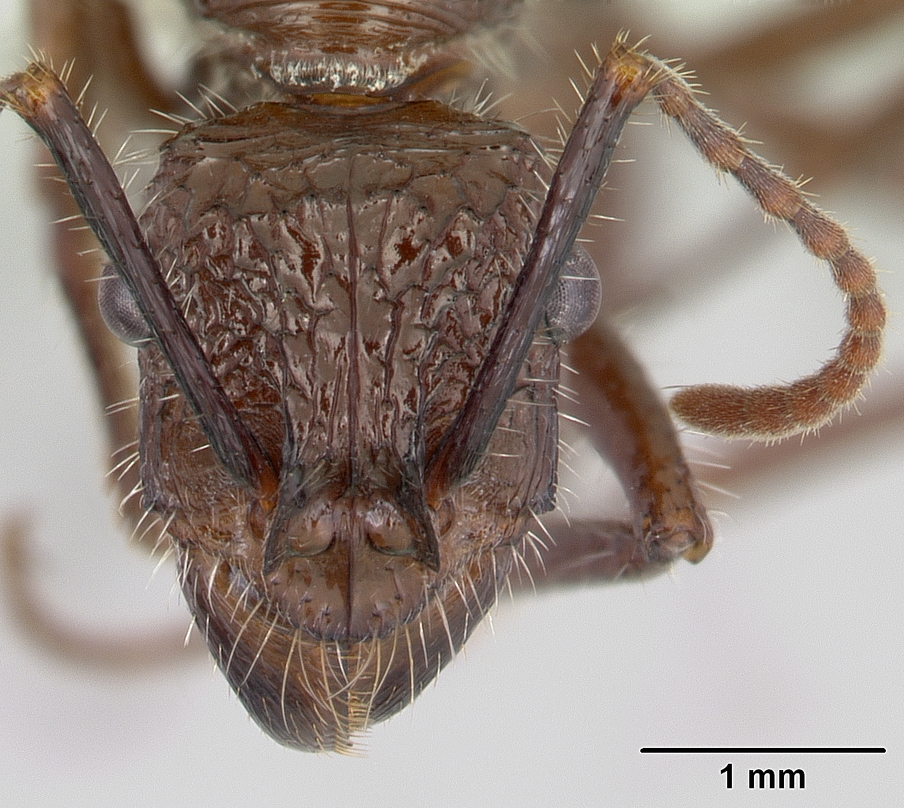